# پاپلر هیل (کنتاکی)
پاپلر هیل (به انگلیسی: Poplar Hills) شهری در ایالت کنتاکی کشور ایالات متحده آمریکا است که جمعیت آن در سرشماری سال ۲۰۱۰ میلادی، ۳۶۲ نفر بوده‌است.